# Пересєкіна Олена Антонівна
Олена Антонівна (нар. 8 травня 1953, Розсохуватець, Новоархангельський район, Кіровоградська область, УРСР), у шлюбі Пересєкіна — українська радянська веслувальниця, виступала за збірну СРСР з академічного веслування в середині 1970-х років.
Срібна призерка літніх Олімпійських ігор в Монреалі в 1976 році, багаторазова чемпіонка республіканських і всесоюзних регат. На змаганнях представляла спортивне товариство "Динамо", майстер спорту міжнародного класу.

## Життєпис
Олена Зубко народилася 8 травня 1953 року в селі Розсохуватець Кіровоградської області Української РСР. Активно займатися академічним веслуванням початку в ранньому дитинстві, полягала в київському добровільному спортивному товаристві «Динамо».
Першого серйозного успіху добилася в 1975 році, ставши чемпіонкою СРСР в распашних вісімках з рульовою. Рік по тому повторила це досягнення. Завдяки низці вдалих виступів потрапила в основний склад радянської національної збірної і удостоїлася права захищати честь країни на літніх Олімпійських іграх в Монреалі — в складі розпашного восьмимісцевого екіпажу, куди також увійшли веслярки Ольга Гузенко, Надія Рощина, Клавдія Коженкова, Любов Талалаєва, Ольга Колкова, Неллі Тараканова, Надія Розгон і рульова Ольга Пуговська, завоювала медаль срібної гідності, поступившись у фіналі лише команді з Німецької Демократичної Республіки.
Має вищу освіту, закінчила Київський державний інститут фізичної культури. Після завершення кар'єри працювала тренеркою-викладачкою.
За видатні спортивні досягнення удостоєна почесного звання "Майстер спорту СРСР міжнародного класу".
Нині разом з родиною проживає в Києві .

## Виступи на Олімпійських іграх
| Олімпіада     | Дисципліна | Місце |
| ------------- | ---------- | ----- |
| Монреаль 1976 | вісімки    | 2     |